# Berberis pruinosa
Berberis pruinosa är en berberisväxtart som beskrevs av Adrien René Franchet. Berberis pruinosa ingår i släktet berberisar, och familjen berberisväxter. Inga underarter finns listade i Catalogue of Life.

## Bildgalleri

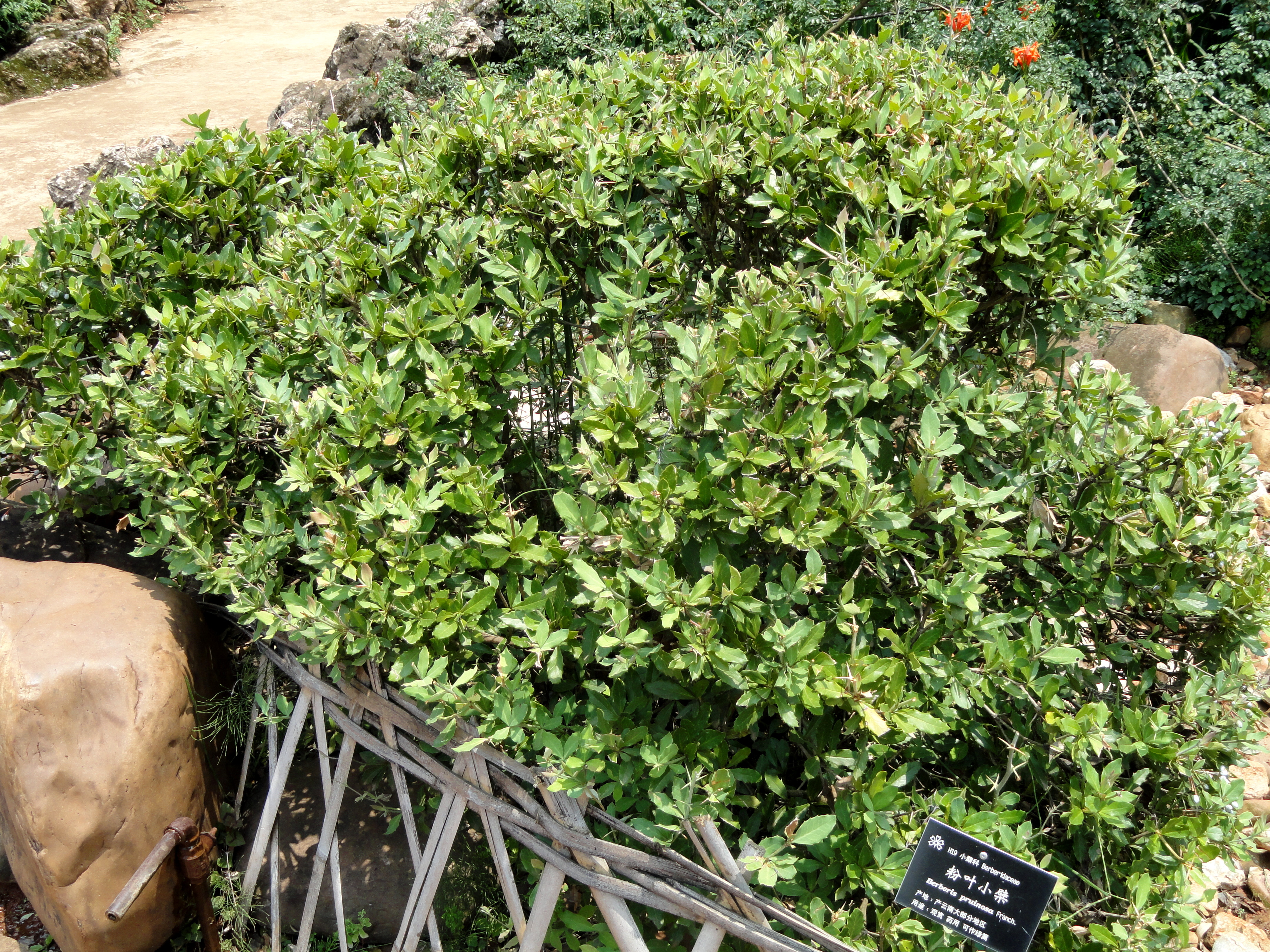